# Kőbánya (Románia)
Kőbánya (Blidari), település Romániában, a Partiumban, Máramaros megyében.

## Fekvése
Nagybánya mellett fekvő település.

## Története
Kőbánya (Blidari) korábban Nagybánya (Baia Mare) része volt.
1910-ben 132 lakosából 121 román, 11 magyar volt.
1956-ban 324 lakosa volt.
A 2002-es népszámláláskor 184 lakosa volt, melyből 181 román, 2 cigány, 1 ukrán volt.